# Canarium reniforme
Canarium reniforme är en tvåhjärtbladig växtart som beskrevs av Kochummen & T. C. Whitm.. Canarium reniforme ingår i släktet Canarium och familjen Burseraceae. Inga underarter finns listade i Catalogue of Life.